# Lucien Hanswijk
Lucien (Lus) Hanswijk (Hemiksem, 24 december 1929 - Antwerpen, 27 januari 2006) was een Belgische atleet, die gespecialiseerd was in de lange afstand en het veldlopen. Hij veroverde twee Belgische titels. 

## Biografie
Hanswijk was in zijn jeugdjaren voetballer, maar een knieblessure dreef hem naar de atletiek. In 1954 slaagde hij er ondanks concurrentie van Gaston Reiff, Lucien Theys en Marcel Vandewattyne in om Belgisch kampioen veldlopen te worden. Op de Landencross werd hij zesde en had hij een belangrijke bijdrage in de derde plaats van de Belgische ploeg in het landenklassement. Later dat jaar werd hij ook Belgisch kampioen op de 5000 m. Tijdens de Europese kampioenschappen van 1954 in Bern werd hij vijfde op de 5000 m. Nadien veroverde hij nog verschillende medailles op Belgische kampioenschappen. 
Hanswijk stopte in 1965 met atletiek en werd trainer. Hij was een aanhanger van intervaltrainingen en gaf een boek uit over atletiektrainingen Hoe trainen voor fond en halve fond.
Onder het pseudoniem Spike publiceerde Hanswijk pentekeningen in kranten en tijdschriften.
Hanswijk was als atleet aangesloten bij Beerschot VAV. 

## Belgische kampioenschappen
| Onderdeel | Jaar |
| --------- | ---- |
| 5000 m    | 1954 |
| veldlopen | 1954 |

## Persoonlijke records
| Onderdeel | Prestatie | Datum        | Plaats  |
| --------- | --------- | ------------ | ------- |
| 5000 m    | 14.11,0   | 16 juni 1954 | Brussel |
| 10.000 m  | 29.59,2   |              |         |

## Palmares

### 5000 m
- 1953:  BK AC – 14.49,0
- 1954:  BK AC – 14.46,6
- 1954: 5e EK in Bern – 14.25,6
- 1955:  BK AC – 14.59,4
- 1956:  BK AC – 14.37,4
- 1959:  BK AC – 14.56,4
- 1960:  BK AC – 14.39,4
- 1961:  BK AC – 14.19,4

### 10.000 m
- 1961:  BK AC – 30.27,8
- 1965:  BK AC – 29.59,2

### veldlopen
- 1954:  BK AC
- 1954: 6e Landenprijs in Birmingham
- 1954:  landenklassement Landenprijs